# MANAMI
MANAMI（まなみ、1981年3月5日 - ）は、日本の元お笑い芸人、格闘家である。本名、村田 まな美（むらた まなみ）。
静岡県出身。ホリプロ所属。

## 人物・来歴
2003年に「目黒笑売塾」を卒業してから、お笑いジェンヌ入りをし、ライブにも出演していたが、2006年3月に突然の芸人廃業宣言。現在はキックボクサーとして、伊原道場でトレーニングをしている。
2008年12月7日まで芸能人女子フットサルチーム「XANADU loves NHC」に所属していた。2012年春にお披露目予定のVolume IIでリーダーであったが、負傷したためデビュー前に退団している。
芸名をローマ字表記にしたのは、MEGUMIの向こうを張ってということだそうである。

## 出演
テレビ
- タレコミ
- 私海
- ニュースの森